# Daniel István (1684–1774)
Idősebb vargyasi báró Daniel István (Vargyas, 1684. december – Szászvessződ, 1774. május 24.) főkirálybíró. Descriptio vitae címmel 1764-ben kiadott emlékiratainak nagy részében a Rákóczi-szabadságharc történéseivel foglalkozott, melyeknek maga is részese volt.

## Élete
Daniel István főkirálybíró és Kemény Zsófia fia volt. Az unitárius hitfelekezet tanai szerint nevelték fel.
A II. Rákóczi Ferenc-féle felkelés alatt 1703-ban testvérével, Daniel Péterrel együtt Brassóba menekült, de a felkelők elfogták és szolgálatra kényszerítették őket; sőt követségbe is küldték Konstantin havasalföldi és Mihály moldvai fejedelemhez. Később a két testvér a magyarországi felkelőkhöz csatlakozott és Daniel Forgách Simon hadsegéde lett. Miután főnöke fogságba esett, visszatért Erdélybe és Pekri Lőrinc mellett Rákóczi érdekeit szolgálta, akivel Moldvába menekült és Pekri halála után, 1709-ben elvette annak leányát, Pekri Polixéniát és reformátussá lett. A szatmári béke után (1711) kegyelmet nyert és III. Károly király báróságra emelte (1740. március 28.). Mária Terézia 1745-ben udvarhelyszéki főkirálybíróvá nevezte ki.
1764-ben a Gubernium jóváhagyása nélkül jelentette ki emlékiratait, ezért a könyvet elkobozták, őt pedig vizsgálat alá vonták, és a nyomdásszal együtt megbírságolták. A büntetés oka az volt, hogy a mű kitért az erdélyi protestánsoknak a Habsburg-uralom alatt elszenvedett sérelmeire; egyes vélemények szerint az elkobzás részben a Rákóczi-szabadságharccal részletesen foglalkozó könyv tárgyának is tulajdonítható.
1774. május 29-én temették el, sírja fölött Deáki Filep Pál mondott búcsúbeszédet.

## Családja
István fián keresztül unokája volt Daniel István író, illetve Polixénia lányán keresztül id. Wesselényi Miklós. Utóbbi ágon az „árvízi hajós”, ifjabb Wesselényi Miklós egyik dédapja is.

## Munkái
1. Monita paterna. Szeben 1750 (fiához intézte, midőn ez véletlenül karját keresztül lőtte)
2. Descriptio vitae l. b. de Daniel et Vargyas, (Nagy-Szeben), 1764
3. Az örök életre vezető egyenes út. Enyed, 1765
4. Isten eleibe bocsátott alázatos könyörgéseknek gyakorlása. Uo. 1766
5. Variarum meditationum sacrarum miscellanea. Uo. 1766
6. Commentariis in Apocalypsim S. Joannis… (kivonat Vitringa munkájából)

- Leányához vigasztaló levelet intézett 1758. febr. 22. Vargyasról, vejének hadadi báró Wesselényi István halála alkalmából, mely levelet leánya Daniel Polixénia kinyomatott a férjének emlékére tartott halotti prédikációk bevezetése gyanánt (Kolozsvár, 1759)
- Levele gróf Kornis Antal hunyadmegyei főispánhoz (Bécs, 1745. máj. 15.) a Történeti Lapokban (II. 1875. 26. sz.) jelent meg.